# Вторая книга Ездры
Втора́я кни́га Е́здры (Э́зры) — книга, в православии входящая в состав  Ветхого Завета, но отсутствующая в еврейской Библии (Танахе) и не входящая в Ветхий Завет в католицизме и протестантизме. Помещалась в приложение к Вульгате, но отсутствует в Новой Вульгате. В Русской православной церкви относится к неканоническим книгам. В греческой Библии называется «Έσδρας Α'», в приложении латинского издания Библии — «Эзра III» (Esdras 3) с заглавием «De Templi restitutione». В иудаизме, католицизме и протестантизме относится к апокрифическим книгам. В протестантизме называется первой книгой Ездры.
Написана на древнегреческом или древнееврейском языке. Сохранилась в греческом тексте многих кодексов Септуагинты, но отсутствует в Синайском кодексе. Первое историческое указание на вторую книгу Ездры содержится у историка Иосифа Флавия (ок. 37—100), в связи с чем её датируют I веком до н.э. и не позже I века н. э.
Представляет собой рассказ ο восстановлении Иерусалимского храма и храмового культа; введением служит изложение обстоятельств, приведших к разрушению Первого храма, a заключением — рассказ о деятельности Ездры.

## Другие названия
В различных переводах книга носит следующие названия:
- древне-италийский, сирийский и Ватиканский кодексы Септуагинты — первая книга Ездры (греч. Έσδράς Αˊ) и помещается перед канонической книгой Ездры (так как описывает более древние события по сравнению с канонической книгой);
- в приложении к Вульгате — третья книга Ездры (Liber tertius).

## Содержание
Вторая книга Ездры состоит из девяти глав, и основная её часть представляет собой изложение с незначительными изменениями фрагментов канонических книг: Второй книги Паралипоменона, Первой книги Ездры и Книги Неемии. Единственным оригинальным текстом книги является рассказ о споре трёх телохранителей царя Дария (одним из которых был Зоровавель) и о победе, одержанной в этом споре  Зоровавелем. Возможно, что это персидский придворный рассказ, либо автор использовал иудейское предание.

### Первая глава
Начинается с повествования о торжественном праздновании Пасхи при царе Иосии (Иошии). Содержит рассказ ο восстановлении храмового культа при этом царе и краткое изложение дальнейшей истории Иудеи до разрушения Первого храма; содержание этой главы заимствовано из Второй книги Паралипоменон:
- 2Езд. 1:2—5 пересказывает 2Пар. 35, 36.

### Главы 2-8
Далее рассказывается об обстоятельствах, сопровождавших восстановление Второго храма, почти таким же образом, как об этом сообщается в канонической книге Ездры:
- 2Езд. 2:1—14 пересказывает Езд. 1:1—11;
- 2Езд. 2:16—31 пересказывает Езд. 4:6—24;
- 2Езд. 5:7—70 пересказывает Езд. 2:1 — 4:5;;
- 2Езд. 6:1 — 7:15 пересказывает Езд. 5, 6;
- 2Езд. 8:1 — 9:36 пересказывает Езд. 7—10.

### Девятая глава
Последние 18 стихов 9-й главы, где описывается народное собрание перед воротами храма, идентичны по своему содержанию с фрагментом из Книги Неемии (7:73 — 8:13):
- Эпизод из Второй книги Ездры (2Езд. 9:37—55) пересказан в Книге Неемии   ( Неем. 8:1—13).

## Критический анализ
Главной целью компилятора было дать рассказ ο восстановлении храма и храмового культа. Историческое значение этой компиляции незначительно, ибо она носит явные черты обыкновенного мидраша, где факты искажаются ради особой цели, преследуемой автором. Ошибки и противоречия в книге показывают, кроме того, что она прошла через несколько редакций.